# Familienname
Der Familienname ist ein Teil des Namens eines Menschen. Er ergänzt den Vornamen und drückt die Zugehörigkeit des Namensträgers zu einer Familie aus.
In der Regel gleichbedeutend werden im deutschsprachigen Raum die Ausdrücke Nachname und Zuname verwendet. In der Schweiz sagt man auch Geschlechtsname (von Familiengeschlecht). Familienname und Nachname sind dabei streng genommen keine Synonyme, sie sind lediglich deshalb gleichbedeutend, weil im deutschsprachigen Raum der Familienname ein Nachname ist, der dem persönlichen (Vor-)Namen nachgestellt wird. Das ist in Europa weitgehend (Ausnahme: Ungarn) üblich, weltweit werden die familien- und abstammungsbezogenen Namensteile den persönlichen Namen oft auch vorangestellt, insbesondere im asiatischen Raum.
Abgrenzend zum Ehenamen heißt der durch Abstammung erworbene ursprüngliche Familienname Geburtsname (bei verheirateten Frauen früher auch Mädchenname; in der Schweiz Ledigname) und drückt die Zugehörigkeit zur Elternfamilie aus. In vielen modernen Namensrechtsordnungen lassen sich Geburts- und Ehenamen in Doppelnamen (Schweiz: Allianznamen) kombinieren. Künstlernamen können auch ohne verwandtschaftlichen Bezug als Familiennamen geführt werden. Der bei der Geburt registrierte „Geburtsname“ lässt sich auch später noch ändern. In Deutschland ist der Geburtsname als derjenige Name definiert, „der in die Geburtsurkunde eines Ehegatten zum Zeitpunkt der Erklärung [über die Wahl eines Ehenamens] gegenüber dem Standesamt einzutragen ist“ (§ 1355 Abs. 6 BGB), wobei sich aus dem Personenstandsrecht ergibt, dass sich der im Geburtseintrag vermerkte Geburtsname durchaus ändern kann (§ 36 Abs. 1 PStV), namentlich durch Adoption, Einbenennung oder behördliche Namensänderung; lediglich bei Änderungen aufgrund einer Ehe ändert sich nicht der Geburtsname, sondern es wird ein Ehename erworben. In der Schweiz heißt dieser Geburtsname Ledigname, in der österreichischen Gesetzesterminologie entspricht ihm der Geschlechtsname.
Der Hausname (Hofname) erfüllt in ländlichen Gebieten eine ähnliche Funktion wie der Familienname. Er wird im alltäglichen Sprachgebrauch dem Vornamen (Rufname) vorangestellt, u. a. in Hessen (z. B. Schmidde Karl, dabei ist Schmidde der Hausname), auch in Süddeutschland, Österreich und Südtirol.
Wird der Familienname nur im Schriftverkehr verwendet, bezeichnet man ihn auch als Schreibnamen. Historisch wurde die Frau noch im 20. Jahrhundert schriftlich mit Vor- und Nachnamen ihres Ehegatten angesprochen.
Der Familienname eines Menschen kann sich im Laufe des Lebens ändern, etwa durch Heirat, Scheidung, Adoption oder behördliche Namensänderung. Auch gewillkürte Anpassungen sind möglich, z. B. die Annahme des Namens eines neuen Ehepartners durch die vorehelichen Kinder eines der Partner, so dass die neue Familie im gesellschaftlichen und behördlichen Umgang als eine Einheit auftreten kann.
Die Namensgebung ist weltweit sehr unterschiedlich geregelt und hängt von Kultur, Tradition, Gesellschaftsordnung und Herkunft (etwa aus dem Adel) ab. Nicht alle Nachnamenssysteme in Europa und in der Welt setzen Familiennamen ein. So ist beispielsweise in der spanischsprachigen Welt der dort gebräuchliche zweigliedrige Zuname (apellido, wörtlich „Rufname“) kein Familienname im eigentlichen Sinn, weil die Mitglieder einer Familie keinen gemeinsamen Nachnamen haben. Stattdessen sieht dieses System für jede Person einen individuellen und unveränderlichen Abstammungsnamen (Vaters- und Muttersname) vor, wodurch die Familienmitglieder unterschiedliche Nachnamen tragen. Ähnliche Systeme herrschen auch in anderen Ländern, etwa Italien oder Portugal. Im vorliegenden Artikel sind die unterschiedlichen regionalen Nachnamenssysteme auch dann abgehandelt, wenn es sich streng genommen nicht um Familiennamen handelt.

## Geschichte in Europa
Familiennamen im heutigen Sinne haben sich aus Beinamen entwickelt, die zunächst nur an individuelle Personen vergeben waren, aber noch nicht an nachfolgende Personen weitergegeben wurden. Im 9. Jahrhundert wurde erstmals in Venedig ein Beiname vererbt. Diese Sitte breitete sich von dort aus im 10. Jahrhundert nach Norditalien und Südfrankreich aus. Im 11. Jahrhundert gelangte der Gebrauch nach Katalonien und Nordfrankreich, im 12. Jahrhundert nach England und in das Gebiet der Schweiz. Danach wurde der Gebrauch eines festen Familiennamens auch in den west- und süddeutschen Städten üblich. Anfang des 15. Jahrhunderts waren Familiennamen überall im deutschen Sprachraum anzutreffen, aber nicht durchgehend. Auch konnte der Familienname noch wechseln, zum Beispiel bei Wegzug oder aufgrund neuer Berufstätigkeit oder bis etwa 1800 bei der Einheirat in einen Bauernhof.
Während der Adel seit der Erblichkeit der Lehen im Jahr 1037 feste Familiennamen trug, um seine Erbansprüche geltend machen zu können, folgten erst später die Patrizier und Stadtbürger. Insbesondere im Patriziat hat noch die Wahrung des Familienbesitzes zur Bildung der festen Beinamen beigetragen, während im restlichen Bürgertum die Familiennamenbildung vor allem durch den Ausbau des Verwaltungswesens mit einer zunehmenden schriftlichen Beurkundung gefördert wurde. Der Familienname hatte bis ins 18. Jahrhundert hinein zumeist nur untergeordnete Bedeutung, während der Rufname der eigentliche Name blieb. Bäuerliche Gegenden kamen bis zum 17. oder 18. Jahrhundert ohne einen festen Familiennamen aus, in Friesland wurde er erst im 19. Jahrhundert gesetzlich eingeführt.
Durch Auswanderung können sich Nachnamen auch in Regionen und Sprachräumen verbreiten, die weit entfernt vom Ursprungsort des Namens liegen.

## Herleitung von Familiennamen
Die meisten Familiennamen leiten sich ab:
- aus Berufs- und Amtsbezeichnungen (Berufsname)
- vom Vornamen des Vaters (Patronym) oder der Mutter (Matronym)
- von Eigenschaften der Person (Übername)
- von der geographischen Herkunft (Herkunftsname)
- von Besonderheiten der Wohnstätte (Wohnstättenname)

Zur Erläuterung wird auf die verlinkten Artikel verwiesen.
Eine Übersicht zur Herkunft deutscher Familiennamen findet sich außerdem hier.

## Wahrnehmung von Nachnamen
Eine Auswertung von rund 225.000 Datensätzen deutscher Benutzer des Netzwerkes Xing ergab 2013, dass Nachnamen Einfluss auf den beruflichen Erfolg haben könnten. Diese wurden auf Nachnamen und deren berufliche Position ausgewertet. Die Forscher der Universität Cambridge und der Ecole HEC in Paris ermittelten, dass adlig klingende Namen mit 2,7 % häufiger in gehobeneren Positionen vertreten waren.

## Familiennamen nach Region

### Europa

#### Deutschsprachiger Raum
Die deutschen Familiennamen haben sich im deutschsprachigen Raum seit dem 12. Jahrhundert nach und nach etabliert.
1875 wurden im Deutschen Reich die Standesämter eingeführt und die Namen festgeschrieben. Seitdem trägt jeder Deutsche einen oder mehrere Vornamen, einen eventuellen Zwischennamen und einen Familiennamen, und zwar in dieser Reihenfolge. In einigen deutschen Gegenden wird, beruhend auf der beruflichen, familiären oder geografischen Herkunft, umgangssprachlich mitunter der Familienname (z. T. auch im Genitiv) vor den Vornamen an erste Stelle gesetzt. Diese umgekehrte Reihenfolge ist besonders im ländlichen süd- und westdeutschen Raum verbreitet, besonders in Bayern („der Huber Sepp“), Baden, Schwaben, Südtirol und Ostbelgien.
Als Familienname gilt gemäß dem Bürgerlichen Gesetzbuch (BGB, in Kraft seit dem 1. Januar 1900) der Nachname, der als Folge der Abstammung von den Eltern auf die Kinder übergeht. Die Angabe des Geburtsnamens einer einzelnen Person (Beispiel: geborene …, gebürtig …; abgekürzt geb.) ist kein Bestandteil des Familiennamens, der von den Eltern auf die Kinder übergeht. Der Familienname kann aus mehreren Wörtern bestehen (Beispiele: „Breuer genannt Nattenkemper“, „Olde grote Beverborg“). 
Siehe auch: Deutsche Familiennamen, Liste der häufigsten Familiennamen in Deutschland, Familiennamen in Österreich, Liste der häufigsten Familiennamen in der Schweiz, Familiennamen in Liechtenstein, Adelsnamen, Namensrecht (Deutschland), Digitales Familiennamenwörterbuch Deutschlands

#### Bulgarien
In Bulgarien erhält das Kind den Vornamen des Vaters als „Vaternamen“, der vor dem Familiennamen eingefügt wird. Dabei wird bei Knaben die Endung „-ow“ oder „-ew“, bei Mädchen die Endung „-owa“ oder „-ewa“ angehängt, es sei denn, der Vorname des Vaters lässt die Anfügung dieser Suffixe nicht zu oder diese widersprechen den Namenstraditionen. Ein Kind, dessen Eltern nicht miteinander verheiratet sind, erhält bei der Geburt die entsprechenden Namen der Mutter als Zwischen- und Familiennamen.

#### Griechenland
In Griechenland behalten Frauen und Männer bei der Heirat ihren Nachnamen, es gibt also in der Regel keinen Familiennamen. Die Endungen von weiblicher und männlicher Form unterscheiden sich, denn der Nachname einer Frau ist die Genitivform, der eines Mannes der Nominativ, z. B. Kolidis (Nominativ, Mann) / Kolidi (Genitiv, Frau) oder Tataros (Nominativ, Mann) / Tatarou (Genitiv, Frau). Der Nachname der Frau bedeutet daher sinngemäß „(Frau) der Familie Y“ (etwa wie „die Müllersche“). Neuerdings wird (vor allem bei im Ausland lebenden Griechen) auch für Frauen dieselbe Form wie bei Männern gewählt.

#### Island
In Island haben nur wenige Personen Familiennamen im mitteleuropäischen Sinne. Dabei handelt es sich meist um aus anderen Ländern, historisch besonders Dänemark, stammende Familien. In der Regel jedoch besteht der zweite Name aus dem Namen des Vaters (im Genitiv) erweitert um -son (Sohn) oder -dóttir (Tochter). Benennungen nach der Mutter waren früher selten (uneheliche Geburt mit unbekanntem Vater), sind aber heute im Zuge der Gleichstellung gesetzlich möglich und kommen mittlerweile immer wieder vor. Benennungen nach der Mutter bedeuten heute nicht mehr, dass der Vater unbekannt ist. Beispiel einer Generationenfolge: Örn Jóhannsson – dessen Sohn: Helgi Arnarson (Arnar ist Genitiv von Örn) – dessen Sohn: Ívar Helgason – dessen Sohn und Tochter: Lars Ívarsson und Jóhanna Ívarsdóttir usw. Die frühere isländische Präsidentin Vigdís Finnbogadóttir ist die Tochter des Finnbogi Rútur Þorvaldsson. Häufig lassen aber die gewählten Vornamenkombinationen auf Verwandtschaft schließen, da viele Familien bestimmte Vornamen immer wieder verwenden. Auch das Abwechseln zweier Namen für Vater und Sohn über mehrere Generationen hinweg kommt immer wieder vor (Beispiel: Jón Gunnarsson – dessen Sohn: Gunnar Jónsson – dessen Sohn: Jón Gunnarsson usw.).

#### Italien
In Italien gab es Familiennamen schon etwas früher als im deutschsprachigen Raum. Wenn man die häufigsten davon mit jenen in Deutschland vergleicht, stellt man fest, dass Berufe bei der Entstehung italienischer Nachnamen keine so große Rolle spielten. Nachfolgend die häufigsten, entnommen aus dem dtv-Atlas:
- Esposito (Rufname Esposito, Expositus, Findelkind)
- Bianchi (weiß, blond)
- Colombo (Rufname Kolumbus)
- Ferrari (Schmied)
- Romano (Römer, Rufname Romano)
- Rossi (rot, rothaarig)
- Russo (rot, rothaarig)

In Deutschland stehen an diesen sieben Stellen nur Berufsnamen.
Den größten prozentualen Anteil haben in Italien insgesamt die Herkunftsnamen. Ein solcher ist zum Beispiel der Name des 2006 zum Staatspräsidenten gewählten Giorgio Napolitano (Aus Neapel Stammender); andere Beispiele sind Toscano, Calabrese oder Forlan. Etwa 10 Prozent aller italienischen Nachnamen stammen von Rufnamen germanischer Herkunft. Beispiele sind: Endrizzi (von Enrico – Heinrich), Gualtieri (von Gualtiero – Walter), Fedrizzi (von Federico – Friedrich).
Ein Namenswechsel bei der Heirat ist in Italien unüblich, sodass Ehefrauen auch traditionell stets ihren persönlichen Geburtsnamen behalten.
In offiziellen Schriften und beim Unterschreiben steht oft der Nachname an erster Stelle.

#### Portugal
In Portugal und ähnlich auch in Brasilien und den übrigen Gebieten der Lusophonie bestimmt sich der Nachname eines Kindes grundsätzlich nach den väterlichen Nachnamen beider Elternteile, die im Nachnamen der Eltern im Regelfall jeweils an zweiter Stelle stehen. Dabei wird der zweite Nachname der Mutter an erster Stelle genannt.
Felipe Faria Duarte beispielsweise ist der Sohn von Henrique Coelho Duarte und Carolina Lemos Faria.
Wie im spanischsprachigen Raum werden die Nachnamen also patrilinear weitergegeben, da die Kinder sowohl vom Vater als auch von der Mutter den zweiten, väterlichen Nachnamen erhalten.
Ausnahmen bilden Kinder, deren Eltern einen identischen väterlichen Nachnamen haben. Dann erhält das Kind nur einen Nachnamen. Als Beispiel heißt das Kind von Antonio da Costa Moreira und Maria Sousa Moreira einfach Josefina Moreira.
Heiratet ein Paar in Portugal, so kann die Frau auch einen dritten Nachnamen bekommen, wenn sie den zweiten Nachnamen ihres Mannes hinzunehmen möchte (das ist allerdings freiwillig). Da alle Kinder der Familie ebenfalls diesen Namen tragen, gilt der zweite Nachname des Vaters meistens als der eigentliche Hauptfamilienname (in o. g. Beispielen also Familie Duarte bzw. Familie Moreira). Im Alltag wird meist auf die Nennung der übrigen Namensteile verzichtet und nur der Hauptfamilienname verwendet; zum Beispiel wird der frühere EU-Kommissionspräsident José Manuel Durão Barroso in den Medien oft nur Manuel Barroso genannt.
In brasilianischen Gebieten, in denen die Namensführung durch italienische, deutsche oder sonstige Einwanderungseinflüsse geprägt ist, werden Familiennamen oft nach den Gepflogenheiten dieser Volksgruppen vererbt, das heißt, meist erhalten die Kinder nur den Nachnamen des Vaters. Zuweilen wird jedoch auch hier der portugiesischen Namenstradition noch gefolgt.
Theoretisch kann eine Person in Portugal bis zu sechs Namen haben (zwei Vornamen und vier Familiennamen). Manchmal werden auch Namen von Ahnen aus Gründen der Ehrerbietung weitergeführt. Ebenso ist es üblich, bei Namensgleichheit mit Vater, Onkel oder Großvater die Verwandtschaftsbeziehung durch einen erklärenden Nachnamenszusatz zu dokumentieren, so ist zum Beispiel Tobias de Almeida Neto der Enkel (port. neto) des älteren Tobias de Almeida.

#### Russland
In Russland wird der Vorname des Vaters (Patronym) zwischen Vor- und Familiennamen gestellt: Michail Pawlowitsch Lasarew enthält somit den Hinweis, dass es sich um den Sohn des Pawel handelt. Die weibliche Form lautet anders, und der Nachname erhält zusätzlich ein -a: Lidija Andrejewna Lasarewa (Tochter des Andrei). In der offiziellen schriftlichen und mündlichen Kommunikation werden Personen meistens nur mit dem Vornamen und dem Patronym angesprochen. Auch in den Schulen und Universitäten werden Lehrer/Dozenten nur mit dem Vornamen und dem Patronym angesprochen. Die Anreden mit Familiennamen sind nur in der schriftlichen Kommunikation üblich.

#### Skandinavien
In Schweden, Dänemark, Norwegen und teilweise auch Norddeutschland (besonders Schleswig-Holstein) enden Familiennamen häufig auf -son oder abgeschwächt -sen (Vatersname, Patronym). Die Endung bedeutet Sohn, so dass Jensen/Jenson/Jensson eigentlich Sohn des Jens heißt. Die volle Endung -son kommt im Schwedischen vor, die abgeschwächte auf -sen findet sich im Dänischen, Norwegischen und Nordfriesischen.
Verbreitet sind in Schweden aber auch Herkunftsnamen wie Lindberg, dessen erster Namensträger aus Lindesberg stammte, oder Widmark, ursprünglich aus Vebomark. Herkunftsnamen können auch frei ergänzt sein, so stammen die Almgren, Almlind und Almlöf ursprünglich aus Almby. Eine Sondergruppe hiervon bilden die sogenannten Soldatennamen wie Norman, Norberg, Norström, Nordgren oder Norrby, die in diesem Fall alle auf eine Zugehörigkeit des ersten Namensträgers zum Upplands regemente verweisen. Aus der Barockzeit stammen schließlich Namen vom Typus Hyllén, Norrén, Wessén usw. Auch in Norwegen sind Herkunftsnamen wie Ljones, Ødegaard, Fjell oder Tønsberg sehr üblich.
In Finnland haben Familiennamen oft eine Beziehung zur Natur, beispielsweise Virtanen (Fluss/Strom), Mäkinen (Berg/Hügel), Järvinen (Binnensee), wobei -nen ein Suffix ist.
Familiennamen außerhalb des Adels setzten sich in diesen Ländern erst später als im übrigen Europa durch, und zwar zuerst in der Oberschicht.
- In Schweden begann die Oberschicht im 16. Jahrhundert Familiennamen anzunehmen, bei Geistlichen und Gelehrten meist in lateinischer Form. Bauern und Handwerker erhielten nur den Vatersnamen. Im 20. Jahrhundert wurde das Annehmen neugeschaffener Familiennamen (nybildade efternamn) vom Staat propagiert, um deren bislang vergleichsweise geringe Varianz zu erhöhen. Von 1921 bis 1979 gab der Staat sechs Listen mit Vorschlägen für neue Familiennamen heraus, sogenannten Namenbücher (namnböcker), die insgesamt etwa 170.000 Namensvorschläge enthielten; die beiden populärsten waren diejenigen von 1921 und 1940. Es gab zeitweise offizielle Namenbüros, die Interessierten halfen, einen geeigneten neuen Familiennamen zu finden.[13]
- In Dänemark wurden Familiennamen mit Gesetz vom 30. Mai 1828 gegen den Widerstand der Bevölkerung vorgeschrieben. Hiernach war der Vatersname (Vorname + sen) als Familienname festzuschreiben. Auf diese Weise erhielten große Teile der Bevölkerung gleiche Familiennamen. In Schweden tragen Frauen seit 1901 den Namen ihres Mannes: Seither wird eines Herrn Larssons (Sohn des Lars) Frau, die zuvor das Patronym Jönsdotter (Tochter des Jön) trug, ebenfalls als Larsson im Familienregister geführt (seit 2017 ist das Führen echter Patronymika allerdings wieder möglich); das Führen von Familiennamen ist seit 1904 obligatorisch.
- In Norwegen bestimmte erst das Personennamengesetz vom 9. Februar 1923, dass Kinder bei der Eintragung in das Geburtenregister einen Familiennamen haben müssen. Erwachsenen blieb es freigestellt, einen Familiennamen anzunehmen. Sofern nicht der Vatersname mit der entsprechenden Endung als Familienname gewählt wurde, war der Name des Hofes, den die Familie besaß oder langfristig nutzte, zu verwenden. Auf diese Weise wurde eine starke Häufung der Familiennamen wie in Dänemark vermieden.

#### Spanien
In Spanien wie auch in den meisten Ländern Hispanoamerikas setzt sich der Nachname einer Person stets aus zwei Einzelnamen zusammen: Traditionell erhalten Kinder an erster Stelle den ersten Nachnamen ihres Vaters (Vatersnamen) und als zweiten Namen den ersten Nachnamen der Mutter (Muttersnamen). Die Kinder von Herrn Méndez Aznar und Frau Sánchez Hernández erhalten also den persönlichen Nachnamen Méndez Sánchez. Anders als bei deutschen Doppelnamen verwendet man im Spanischen keinen Bindestrich. Die Nachnamen werden patrilinear weitergegeben; ein Namensteil der Mutter geht zwar noch auf ihre Kinder, aber nicht mehr auf ihre Enkel über. Dies ist allerdings seit 1999 in Spanien nicht mehr zwingend. Die Eltern können bestimmen, dass der erste Nachname der Mutter vorangestellt wird, sodass das Kind seinen Muttersnamen später an die eigenen Kinder weitergibt. Eheleute behalten nach der Heirat ihre Geburtsnamen, ein Namenswechsel ist nicht vorgesehen. Gelegentlich, regelmäßig im Adel, wird zwischen den ersten und den zweiten Nachnamen ein y („und“) gestellt, ursprünglich ein Adelsprädikat. Für katalanische Namen wird diese Praxis stets angewandt, auch im bürgerlichen Gebrauch. Bei katalanischer Namensführung wird daher immer das katalanische i („und“) zwischen die Nachnamen gestellt (etwa bei Jordi Pujol i Soley).
Im formellen Gebrauch und im amtlichen Schriftverkehr werden stets beide Namensteile benutzt. Im Alltag wird hingegen regelmäßig auf die Nennung des zweiten Namensteils verzichtet. Eine Ausnahme sind Personen, deren erster Nachname sehr geläufig ist. Zur besseren Identifizierung werden sie oft unter Weglassung des ersten nur mit ihrem zweiten Namen bezeichnet; so verwendet der ehemalige spanische Ministerpräsident José Luis Rodríguez Zapatero statt des in Spanien sehr häufigen Namens Rodríguez seinen Muttersnamen Zapatero.
Die zehn häufigsten Nachnamen in Spanien sind in dieser Reihenfolge (Zahlen des INE von 2017): García, González, Rodríguez, Fernández, López, Martínez, Sánchez, Pérez, Gómez, Martín. Alle zehn sind patronymischen Ursprungs, allein acht von ihnen besitzen die hierfür typische Endung auf -ez. Die selteneren nicht-patronymischen Namen sind meist Herkunftsnamen (Gallego, Medina, Catalán) oder Übernamen (Rubio [= Blonder], Moreno [= Dunkelhäutiger], Calvo [= Glatzkopf], Bravo [= Wilder]).

#### Ungarischer Sprachraum
In Ungarn und in den Gebieten, wo die ungarische Sprache gesprochen wird, kommt der Familienname an erster und der Vorname an zweiter Stelle.

#### Osmanisches Reich bzw. Türkei
Erst elf Jahre nach der Gründung der Türkei wurden Familiennamen 1934 durch den Staatspräsidenten Kemal Atatürk per Gesetz Nr. 2525 vorgeschrieben. Vorher, im Osmanischen Reich, waren zur Vorstellung Stammesnamen, gefolgt vom Vornamen des Vaters und dem eigenen Vornamen verwendet worden; dazwischen stand jeweils die Bezeichnung „Sohn“ (oğlu). Das spiegelt sich auch in einigen modernen türkischen Nachnamen wider. Namen sahen ungefähr so aus: Sarıpaçalı-nın oğlu Ahmet-in oğlu Hasan (Hasan, Sohn von Ahmet, Sohn der Sarıpaçalı). Ein ähnlicher Aufbau ist auch in arabischen Namen mit ibn zu finden. Kürzere Formen wie Sarıpaçalı-lardan Hasan oder noch kürzer Sarıpaçalı Hasan (Hasan von den Sarıpaçalıs) fanden ebenfalls Verwendung. War kein besonders bekannter Stammesname vorhanden, war der Beruf des Vaters von Wichtigkeit, die deutschen Müllers, Schmidts und Meyers zeigen hierbei eine gewisse Parallelität auf. Diese Form der Erkennung wird auch heute noch gerne in einigen Gegenden und Ortschaften verwendet: Marangoz Ali-nin oğlu İbrahim (Ibrahim, Sohn des Schreiners Ali), in Kurzform oft zusammen geschrieben: Marangozalioğlu İbrahim (zusammengeschrieben und entsprechend intoniert, um den Namen von marangoz Alioğlu İbrahim, „Schreiner Ibrahim, Sohn des Ali“ oder „Schreiner Ibrahim aus der Familie Ali“ zu unterscheiden). Der Namensbestandteil oğlu hat dabei oft nicht die enge Bedeutung „(leiblicher) Sohn“, sondern die erweiterte Bedeutung „Abkömmling“ und eignet sich so zur Vererbung. Vornehme Familien führten häufig einen solchen Namen, der auf persische Art aus dem Namen des Vorfahren und den persischen Suffix -zade (bedeutungsgleich mit oğlu) gebildet wurde. Dieser wurde oft wie ein Familienname geführt, aber dem Namen vorangestellt. Bei solchen Namen wurde bei der Einführung der Familiennamen gelegentlich der persische Suffix entfernt und der Name wechselte die Position. So wurde aus Köprülüzade Mehmed Fuad der Name Mehmet Fuat Köprülü. Matronyme sind unüblich. Das entsprechende weibliche Pendant für Sohn von, also die Tochter von, heißt kızı und zeigt im Gegensatz zu oğlu so gut wie immer den leiblichen Vater an.
Die 1934 angenommenen Namen sind häufig Ausdrücke selbstaffirmativer Bezüge zur jungen Republik, die als Reaktion auf den Untergang des Osmanischen Reiches, dem Widerstand seit 1919 unter Kemal Atatürk und dem anschließenden Kemalismus entstanden sind. Die sprachlichen Bilder beziehen sich auf Themen wie Mut, Furchtlosigkeit, Kraft und Widerstand, so etwa Öztürk („der echte Türke“), Demir/Özdemir („[echtes] Eisen“), Kaya („Fels“), Yılmaz („der Furchtlose“), Yıldırım („Blitz“), Aslan („Löwe“), Şahin („Falke“), Çelik („Stahl“), Aydın („hell“), Çetin („hart“). Doppelnamen sind möglich, doch werden die beiden Namen nicht durch einen Bindestrich verbunden, wie bei Ezel Kural Shaw, der Ehefrau des Historikers Stanford Shaw.
In offiziellen Ausweispapieren ist in der Regel der Vorname des Vaters (baba adı, ohne lexikalischen Hinweis wie oğlu auf ein Abstammungsverhältnis) enthalten, bzw. ist dessen Angabe in offiziellen Formularen vorgesehen. In der Namensführung wird dieser Vaternamen aber nicht verwendet.
Im persönlichen Verkehr wird vielfach nur der Vorname verwendet, auch in Verbindung mit den nachgestellten Anredetiteln wie bey („Herr“) und hanım („Frau“), was der Situation vor Einführung der Familiennamen entspricht. Zu einer ggf. notwendigen Unterscheidung, gerade im ländlichen Raum wird ein lakap verwendet, der auch bei förmlicher Verwendung mit Namen und Anrede verwendet wird und im türkischen Raum immer dem Namen vorangestellt wird, also z. B. Askerali Ali bey.

### Asien

#### China, Korea und Vietnam
Familiennamen in China, Korea und Vietnam werden traditionell fast ausschließlich mit genau einem chinesischen Schriftzeichen geschrieben. Dabei gibt es zu jedem verwendeten chinesischen Schriftzeichen jeweils eine Vielzahl von Aussprachen in den unterschiedlichen ostasiatischen Sprachen. Außerhalb Chinas werden diese Namen heutzutage nicht mehr in chinesischen Schriftzeichen, sondern im koreanischen oder in anderen Alphabeten wiedergegeben. Die dabei verwendeten Transkriptionen desselben Namens können sehr unterschiedlich ausfallen, vor allem wegen der unterschiedlichen Aussprachen desselben Namens in Vietnamesisch, Koreanisch und den verschiedenen chinesischen Sprachen. Deshalb werden im internationalen Gebrauch in jüngerer Zeit unterschiedliche Transkriptionen desselben traditionellen Familiennamens oft als unterschiedliche Namen gewertet.
Obwohl es über 700 chinesische Familiennamen gibt, haben die meisten Chinesen nur wenige sehr häufig vorkommende Namen. Typische Beispiele für ostasiatische Familiennamen sind:
| Schriftzeichen | Pinyin (Hochchinesisch) | andere Transkriptionen chinesischer Dialekte                           | Koreanisch     | Vietnamesisch | Anzahl Namensträger                                    | Wortbedeutung        |
| 李             | Lǐ                      | Lee, La, Lei5                                                          | Lee            | Lý            | etwa 100 Millionen                                     | Pflaume              |
| 張 / 张        | Zhāng                   | Chang, Cheung, Cheong, Chong, Tsan, Tsaon, Tiu, Teo, Teoh, Zoeng, Zang | Jang           | Trương        | etwa 100 Millionen                                     | Fläche, Bogen        |
| 王             | Wáng                    | Wong, Vong, Ong, Heng                                                  | Wang           | Vương         | etwa 100 Millionen                                     | König                |
| 陳 / 陈        | Chén                    | Ch'en, Chan, Chun, Tan, Zen                                            | Jin            | Trần          | über 50 Millionen                                      | darlegen, ausstellen |
| 阮             | Ruǎn                    | Yun2                                                                   | Weon           | Nguyễn        | etwa 40 Millionen, in Vietnam ca. 40 % der Bevölkerung | schöner Wohlstand    |
| 金             | Jīn                     | Chin, Gam1, Kam, Gum                                                   | Kim, Gim, Ghim | Kim           | etwa 20 Millionen, in Korea über 20 % der Bevölkerung  | Gold                 |

Der Familienname wird in China, Korea und Vietnam zuerst genannt. Der Namensteil, der im deutschsprachigen Raum als Vorname bezeichnet wird, wird in diesen Ländern nachgestellt.

#### Japan
Die meisten japanischen Familiennamen werden mit zwei Kanji (chinesischen Schriftzeichen) geschrieben. Historisch war ein Nachname ein Privileg der Samurai und anderer höhergestellter Personen. Erst mit der Meiji-Restauration wurde per Gesetz veranlasst, dass sich alle Familien mit einem Familiennamen registrieren. Sie verwenden meist landschaftliche Begriffe, wie etwa Takeda (竹田) ‚Bambusfeld‘, es gibt aber auch Bedeutungen aus Alltag und Handwerk, z. B. Shuzō (酒造) ‚Sakebrauer‘. Andere Namen, wie zum Beispiel Mitsubishi (三菱) ‚Drei Rauten‘, sind vom Familienwappen abgeleitet.
Der Familienname wird in Japan zuerst genannt. Im Umgang mit westlichen Ausländern in westlichen Sprachen bzw. lateinischer Schrift wird allerdings häufig die Reihenfolge verwendet, die der deutschen entspricht. Auch bei der Übertragung ins Deutsche werden japanische Namen – im Gegensatz zu chinesischen, vietnamesischen und koreanischen Namen – häufig umgestellt. Eine Ausnahme sind historische Personen wie Oda Nobunaga. Wird der Familienname vorangestellt, schreibt man ihn oft in Großbuchstaben, um eine Verwechslung zu vermeiden, wie zum Beispiel ABE Shinzō.

#### Indien
In Indien, mit seinen vielfältigen kulturellen Traditionen, allein 21 in der Verfassung anerkannten und über 100 gesprochenen Sprachen, existieren mehrere grundverschiedene Systeme der Namensgebung nebeneinander.
Wie die Namensgebung gehandhabt wird, entscheidet sich nicht primär nach dem Bundesstaat, sondern nach den Traditionen, die die Familie des Betroffenen verfolgt. Obwohl in Indien in den 1970er Jahren Personalausweise eingeführt wurden, besitzt ein Großteil der ländlichen Bevölkerung keinen. So kommt es häufig vor, dass der Name einer Person amtlich nicht erfasst ist. Beliebige Änderungen von Vor- und Familiennamen sind häufig und einfach.
In Nordindien wird ein System ähnlich wie in Deutschland bevorzugt: Die Ehefrau übernimmt den Nachnamen des Mannes, den auch die Kinder übernehmen. In Teilen Zentralindiens wird ein patrilineares System bevorzugt, das den Vornamen des Vaters undekliniert zum Nachnamen des Sohnes macht: Selvarasa Selvarainjan ist z. B. der Sohn von Selvarainjan Parthasarathy. Ein die Familie kennzeichnender Name existiert hier nicht.
In Südindien, beispielsweise in den Dravidischen Sprachen Tamil und Telugu, steht der „Hausname“, also der Familienname, vor dem persönlichen Namen. Diese Namen sind oft Herkunftsnamen, wobei der Ort im Genitiv (Obliquus) steht und in der Regel abgekürzt wird. Titel und Adelsprädikate werden an den persönlichen Namen angehängt, zum Beispiel P(usapati) Vijararama Raju bedeutet „Vijayarama Raju von Pusapadu“. K(allidaikurichi) Aiyah Nilakanta Sastri bedeutet „der Sastri (Gelehrte) Nilakata, Ayar (Brahmane) aus Kallidaikurichi“.
Abgesehen von der offiziellen Namensgebung richtet sich die persönliche Anrede in Indien, ungeachtet der verschiedenen Regeln der Verleihung eines Namens, vornehmlich nach dem Verwandtschaftsgrad. Die Personen werden also als (älterer) Bruder: Dada, (ältere) Schwester: Didi, Vater: Baba, Großvater väterlicherseits oder mütterlicherseits: Nani bzw. Nana usw. angeredet. Die Individualität tritt in den Hintergrund und die Stellung in der Familie dominiert. Man kann in Indien fremde Personen jederzeit als ältere Brüder/Schwestern oder Vater/Mutter ansprechen, je nach offensichtlichem Altersunterschied und Geschlecht. Auch die Verwendung von Vorname-Verwandtschaftsgrad ist häufig, z. B. Manorainjan-Da (Da als Abkürzung für Dada). Vertrauliche Respektbezeichnungen werden angehängt: Shiv(a)-Ji(i) und offizielle vorangestellt: Shri Govinda, aber nur von den anderen, nicht von sich selbst. Sich selbst kann man den Titel Dev(a) oder Devi (weiblich) anhängen. Der vertraulichen Anrede „Väterchen“ entspräche also Baba-ji.

#### Indonesien
Indonesische Namen bestehen im Allgemeinen aus mehreren Teilen, die alle nicht erblich sind. Im Verkehr mit deutschen Behörden kann dann der letzte „Vorname“ an die Stelle des Familiennamens treten. Es gibt aber auch Personen, die keinen Familiennamen und nur einen Vornamen haben, bekannteste Beispiele sind die ehemaligen Staatspräsidenten Sukarno und Suharto.
In den einzelnen Stämmen und Volksgruppen gibt es jedoch unterschiedliche Namensgebungen. Die Volksgruppe der Batak (Nordsumatra) beispielsweise hat immer Vor- und Nachnamen. Viele Angehörige der chinesischen Minderheit wurden zur Zeit der Suharto-Regierung gezwungen, ihre ursprünglichen Namen abzulegen. Sie wählten dann häufig anglo-amerikanische oder europäische Vornamen, z. B. Angelina, Steven.

### Afrika

#### Äthiopien und Eritrea
In Äthiopien und Eritrea sind Nachnamen nicht üblich. Kinder erhalten in der Regel einen Vornamen, dem der Vorname des Vaters und ggf. des Großvaters usw. nachgestellt werden. Es handelt sich damit um echte Patronyme.

#### Demokratische Republik Kongo
In der Demokratischen Republik Kongo wird zwischen dem Familiennamen einerseits und dem Nachnamen andererseits unterschieden. Dabei ersetzte der „authentische“ Nachname (französisch: postnom) den „europäischen“ Vornamen. Aus Joseph-Désiré Mobutu wurde Mobutu Sese Seko. Heute sind die in der Kirche immer weiterverwendeten Taufnamen als Vornamen wieder in Gebrauch, die zairischen Nachnamen werden jedoch weiterhin verwendet. Dies führt dazu, dass Kongolesen vor und nach dem Familiennamen je einen von den Eltern gewählten Namen tragen: vorgestellt den Vornamen, nachgestellt den Nachnamen (Beispiel: Joseph-Désiré Mobutu Sese Seko). Kongolesische Reisepässe weisen entsprechend auch die drei Rubriken prénom (Vorname), nom (Name), postnom (Nachname) auf.

### Weitere Länder
Europa: Färöischer Personenname, Georgische Sprache#Familiennamen, Irische Familien, Isländischer Personenname, Nordgermanischer Personenname (historisch), Polnischer Name, Römischer Name (historisch)
Asien: Arabischer Name, Birmanischer Name, Jüdischer Familienname, Malaysischer Name, Thailändische Namen, Liste tibetischer Namen und Titel
Afrika: Gambischer Personenname

## Familiennamenhäufigkeiten
Die Familiennamenhäufigkeit ist die absolute und relative Häufigkeit von Familiennamen in einer Bevölkerung oder Teilbevölkerung. Aus diesen Häufigkeiten lässt sich unter Berücksichtigung der Veränderlichkeit von Familiennamen der Inzuchtkoeffizient {\displaystyle f} einer Population errechnen. Ebenfalls lässt sich mit der Verteilung der Familiennamenhäufigkeiten der Grad der Blutsverwandtschaft zwischen Bevölkerungen und damit ihr Heiratskreis messen, ebenso die Ahnengemeinschaft zwischen zwei oder mehreren Ahnenlisten, aber auch der Einzugsbereich der Zuwanderung zu Städten oder zentralen Orten. Der Grad der Verwandtschaft (oder Ähnlichkeit) ist dabei der von 0 bis 1 normierte statistische Korrelationskoeffizient r. Dabei bedeutet r = 0,00, dass in den verglichenen zwei Ahnenlisten in einer festgelegten Vorfahren-Generation, zum Beispiel in der sechsten, kein einziger Familienname identisch ist.
Die häufigsten Familiennamen der Welt sind Stand 2022 (alle verschiedenen Varianten kombiniert):
| Rang | Name  | Anzahl der Namensträger     | Ursprung |
| ---- | ----- | --------------------------- | -------- |
| 1    | Li    | weit mehr als 100 Millionen | China    |
| 2    | Wang  | mehr als 100 Millionen      | China    |
| 3    | Zhang | etwa 100 Millionen          | China    |
| 4    | Chen  | mehr als 80 Millionen       | China    |
| 4    | Liu   | mehr als 80 Millionen       | China    |
| 6    | Devi  | etwa 80 Millionen           | Indien   |

Die meisten der weltweit verbreitetsten Namen sind chinesischen Ursprungs, da die Han-Chinesen die größte Ethnie der Welt sind, es unter ihnen aber nur rund 700 Familiennamen gibt. Li steht auf Platz eins, da er im Gegensatz zu den anderen vier Namen in verschiedenen Varianten auch in Korea schon lange weit verbreitet ist.
In Deutschland existieren nahezu eine Million verschiedene Familiennamen. Hier ist Müller/Mueller mit 600.000 Vorkommen knapp führend vor Schmidt/-tt/-d/-tz. Auf der Basis von über 20 Millionen Namen bestätigt Duden diese Reihenfolge.
In Russland ist der häufigste Familienname Smirnow.

## Grafische Darstellung der geografischen Namensverteilung
Ein Hilfsmittel für die Familiennamenforschung ist die grafische Darstellung der geografischen Verteilung von Familiennamen. Die folgenden Beispiele beruhen auf Daten von telefonischen Festnetzanschlüssen aus dem Jahr 2002. Obwohl damit nur ein bestimmter Teil der Bevölkerung erfasst wird, erlauben diese Daten mehrere sehr nützliche Analysen.

### Verteilung von Namensvarianten
Die folgenden Beispiele können bei Geogen nachvollzogen werden:
Der Name „Mayer“ findet sich in ganz Deutschland, aber eine klare Häufung ist in Süddeutschland sichtbar.
Auch „Meyer“ findet sich in ganz Deutschland, aber für diese Variante des Namens liegt der Schwerpunkt im Nordwesten des Landes.
Die Variante „Mayr“ findet sich kaum im Nordosten Deutschlands, dafür aber im Südosten mit einer Ballung in Bayern.

### Identifikation der Namensherkunft
Auch bei der Identifikation der historischen Ursprungsgegend gibt die geografische Verteilung von Familiennamen wertvolle Hinweise. Die folgenden Beispiele können bei Geogen nachvollzogen werden. So deutet z. B. „Schlöder“ auf das südliche Rheinland, „Herbel“ nach Hessen und „Züfle“ nach Württemberg. Alte Familiennamen, die auch mehrere Ursprünge haben können, wie „Kolbe“, weisen meist eine relativ gleichmäßige Verbreitung auf.

## Namensträgerforschung
Die Namensträgerforschung darf als eine Form der Stammtafelforschung aufgefasst werden. Arbeitsmittel ist in der Regel eine Namensträgerkartei oder -datei, in der alle Träger desselben Familiennamens erfasst werden, wobei unter Berücksichtigung der Veränderlichkeit der Familiennamen und des phonetischen Alphabets verschiedene Formen des Namens als jeweils eine Einheit zu betrachten sind.
Wenn Namensträgerforschung nicht nur bloßen Sammeleifer dokumentiert, dann sind systematische Arbeit und genaue Verzeichnisse der ausgewerteten Quellen notwendig. Sinn haben derartige Datensammlungen insbesondere für relativ seltene Namen. In manchen Fällen sind sie der einzige Weg, um einen Toten Punkt der genealogischen Forschung zu klären. Bisher gibt es in Deutschland noch keine umfassende Datenbank aller Publikationen, Karteien und Vereine (in England One-Name-Societies genannt), die sich mit einem Familiennamen und den verwandtschaftlichen Beziehungen seiner Träger befassen.

## Namensrecht

### Deutschland
Als „Familienname“ im juristischen Sinn wird in Deutschland lediglich der „Nachname“ einer Person bezeichnet. Dieser individuelle Nachname kann vollkommen anders sein als der Nachname der Herkunftsfamilie, der Nachname des Ehegatten oder der Nachname der Kinder. Mit dem Begriff „Ehename“ definiert der Gesetzgeber in § 1355 BGB jenen Nachnamen, den die Ehegatten in einer Ehe jeweils führen wollen.
Gemäß § 1355 BGB können die Ehegatten einen der beiden Familiennamen als gemeinsamen Familiennamen (Ehenamen) bestimmen. Die Ehegatten führen den von ihnen bestimmten Ehenamen. Bestimmen die Ehegatten keinen Ehenamen, so führen sie ihren zur Zeit der Eheschließung geführten Namen auch nach der Eheschließung.
Der Ehename ist damit der Name, für den die Ehegatten sich bei der standesamtlichen Eheschließung entscheiden, um ihn während ihrer Ehe als jeweils eigenen Nachnamen zu tragen. Der Ehename wird also Familienname. Gemeinsame Kinder werden diesen nach § 1616 BGB als Geburtsnamen erhalten. Behalten die Ehegatten ihre unterschiedliche Nachnamen, können sie einem gemeinsamen Kind einen der Namen oder einen Doppelnamen erteilen; dieser Name gilt dann für alle weiteren gemeinsamen Kinder (§ 1617 BGB).
Die bürgerlichen Bestimmungen über den Namen werden nur auf Deutsche angewendet. Deutsche Behörden und Gerichte wenden auf einen Ausländer das Recht desjenigen Staates an, dem der Ausländer angehört. Nach der Einbürgerung ergeben sich daraus jedoch einige Probleme. Sobald deutsche Vorschriften anzuwenden sind, erfolgt die Namensvergabe bzw. Namensänderung durch:
- Geburt
- Adoption
- Eheschließung und Ehescheidung